# Oliviero Icardi
Oliver Icardi, italianizzato in Oliviero Icardi (Canelones, 13 dicembre 1912 – ...), è stato un calciatore uruguaiano, di ruolo ala.

## Carriera

### Club
Ha esordito in Serie A con la maglia del Palermo il 10 novembre 1935 in Palermo-Genoa (0-1).
Il 14 febbraio 1937 realizza cinque goal nel match vinto per 6-0 contro la Pro Vercelli e il 9 maggio realizza quattro goal contro il Viareggio (8-2), concludendo la stagione con 17 goal in 17 presenze.
Torna a Palermo nel campionato 1939/1940.
In totale in rosanero ha collezionato 57 presenze e 23 goal.
Ha giocato in massima serie anche con la maglia del Bari.

### Nazionale
Nella nazionale uruguaiana giocò una volta, nell'amichevole del 14 dicembre 1933 contro l'Argentina.